# Koichi Sato
Koichi Sato (født 28. november 1986) er en japansk fodboldspiller, som spiller for den japanske fodboldklub Ventforet Kofu.